# 迦多衍尼子
迦多衍尼子（かたえんにし、梵: Kātyāyanī-putra、カーティヤーヤニープトラ)は、インドのバラモン貴族階級出身の仏教の僧である。迦旃延（カッチャーナ）に由来して命名され、剪剃女子、剪剃種、剪剔種、文飾、好肩、肩繩などと譯される。説一切有部に属していた。
活動時期は不詳。『異部宗輪論』、『三論玄義』、『大唐西域記』などの記述からは約紀元前2世紀に活躍したとされるが、それよりやや時代は下るとされる。大唐西域記によれば仏滅後三百年中ごろの生とされる。

## 著作
説一切有部の根本論書である『阿毘達磨発智論』二十巻を著わした。『大唐西域記』では、北インドのチーナブクティ国〈那僕底; Cīnabhukti〉にて執筆されたという。